# フランツ・ヨーゼフ・フォン・ホーエンツォレルン＝エムデン
フランツ・ヨーゼフ・フォン・ホーエンツォレルン＝エムデン（Franz Joseph von Hohenzollern-Emden, 1891年8月30日 ハイリゲンダム - 1964年4月3日 テュービンゲン）は、ドイツの貴族、海軍軍人。

## 生涯
ホーエンツォレルン侯ヴィルヘルムと両シチリア王女マリア・テレジアの間の第3子・次男。兄フリードリヒとは双子。
第一次世界大戦には帝国海軍所属の海軍中尉として従軍し、軽巡洋艦「エムデン」の魚雷発射管部門で勤務、同艦がインド洋上のココスの戦いでオーストラリア海軍の軽巡洋艦「シドニー」に破壊されるまで乗船していた。彼を含む乗組員は1915年皇帝勅許状により姓に「エムデン」を加える栄誉を授けられ、1919年の貴族制廃止後も、「エムデン」を姓の一部として使用し続けることを許可された。1925年、「エムデン」乗船時代の回想録を出版した。またルーマニア王フェルディナンド1世の甥だった縁から、ルーマニア海軍の海軍少将の階級をも授けられていた。
1933年ナチ親衛隊に入隊（隊員番号27万6691番）。1936年4月1日ナチ党の正式な党員となる（党員番号376万5580番）。彼の入党は旧王侯やカトリック貴族層のナチ党に対する評価を高める結果になった。1939年から1944年までクックスハーフェンの海軍基地の高射砲中隊の指揮官を務めた。1944年6月職務を退いた。1944年11月、ドイツが敗色濃厚となる中で、他の旧王侯貴族と同様にナチ党への忠誠心を疑われて親衛隊から除名された。1945年1月3日付で親衛隊の最高指導者ハインリヒ・ヒムラーに手紙を送り、ナチ党への変わらぬ忠誠を訴え、親衛隊への復帰を請願したが、容れられなかった。

## 子女
1921年5月25日ジビレノルトで、元ザクセン王フリードリヒ・アウグスト3世の次女アリックスと結婚。彼女は兄フリードリヒの妻マルガレーテの妹だった。夫妻はヘヒンゲンのヴィラ・オイゲーニアで暮らした。死後、ジグマリンゲンの救世主教会（Erlöserkirche）の敷地内に葬られた。
2人の間には4人の子が生まれた。
- カール・アントン・フリードリヒ・ヴィルヘルム・ルートヴィヒ・マリア・マヌエル・ループレヒト・ハインリヒ・ベネディクト・タッシロ（1922年 - 1993年） - 1951年にアレクサンドラ・アフィーフ[22][注釈 1]（1919年 - 1996年）と結婚（家内法では貴賤結婚）
- マインラート・レオポルト・マリア・フリードリヒ・クリスティアン・フェルディナント・アルベルト（1925年 - 2009年） - 1971年に男爵令嬢エーディナ・フォン・カップ＝ヘア（1938年 - ）と結婚
- マリア・マルガレーテ・アンナ・ヴィクトリア・ルイーゼ・ヨゼフィーネ・マティルデ・テレジア・フォム・キンデ・イェズ（1928年 - 2006年） - 1965年にメクレンブルク公カール・グレゴール（英語版）[注釈 2]（1933年 - 2005年）と結婚
- エマヌエル・ヨーゼフ・マリア・ヴィルヘルム・フェルディナント・ブルクハルト（1929年 - 1999年） - 1968年にザクセン＝ヴァイマル＝アイゼナハ大公女カタリーナ[注釈 3]（1943年 - ）と結婚（1985年離婚）